# Black Hand Gang
Die Black Hand Gang (deutsch: „Schwarze-Hand-Bande“) war eine Bande sizilianischer Emigranten in New York City und gehört zu den Vorläufern bzw. dem Umfeld einer der Fünf Familien der Cosa Nostra, welche später als Genovese-Familie klassifiziert wurde.

## Geschichte

### Ursprünge
Bereits die Mano Nera (deutsch: „Schwarze Hand“) in Italien betätigte sich in den 1750er Jahren mit Erpressung und Entführungen. Schwerpunkte waren Sizilien und Neapel im damaligen Königreich Neapel. Diese Black-Hand-Praxis war um 1890 mit Ignazio Saietta, der bereits Mitglied der Mafia in seiner Heimatstadt Corleone auf Sizilien war, nach New York gekommen.
Typische Vorgehensweise war das Versenden von Drohbriefen, in denen Entführung, Mord, Brandstiftung etc. angedroht wurden, falls eine bestimmte Summe nicht an einem Übergabeort hinterlegt oder übergeben würde. Die Briefe waren mit einer Schwarzen Hand signiert. So erhielt auch der Sänger Enrico Caruso einen solchen Erpresserbrief; bei der Übergabe wurden zwei Erpresser verhaftet.
In New York bekam Saietta Kontakt zu einer anderen Familie aus Corleone, den Terranova- und Morello-Brüdern der Morello-Familie. Er heiratete 1901 Salvatrese Terranova, und so begann die Zusammenarbeit der Black Hand und der Terranova-Morello-Familie, vor allem was deren Falschgeldaktivitäten anging, die einen weiteren Geschäftszweig der Black Hand ausmachten. Ob Giuseppe „Joe“ Morello als Stellvertreter seines Schwagers Lupo, denn das war der eigentliche Name von Ignazio Saietta (der zu Tarnzwecken den Geburtsnamen seiner Mutter führte), fungierte oder sogar Giuseppe Terranova der eigentliche starke Arm der nun gemeinsamen Familie war, kann nicht mehr endgültig aufgeklärt werden. Jedenfalls wurden auch andere Familienmitglieder des Morello-Terranove-Clans für die Black-Hand-Aktivitäten eingespannt; so führte Giuseppe Morello Giuseppe Catania, den Mann einer anderen Schwester, mit Saietta zusammen.

### Unione Siciliana
Um diese Zeit muss es auch gewesen sein, dass die Black Hander die Unione Siciliana infiltrierten. Dieser ursprüngliche Interessen- und Hilfsverein bot seinen Mitgliedern offenbar auch Versicherungsleistungen an. Mit Gewalt konnte Saietta nun die Präsidentschaft an sich bringen. Die Unione entwickelte sich daraufhin zu einem mafiösen Zentralorgan, das bald Mitglieder gewann und Mitgliedsbeiträge mit Gewalt eintrieb.
Als erste Ansprechstelle nicht-englisch sprechender Italiener war zudem diese Organisation die ideale Rekrutierungsstelle für die Gang und eine ideale Tarnung für kriminelle Aktivitäten. Als 1901 der italo-amerikanische Polizeiagent Joseph „Joe“ Petrosino die Zentrale der Unione durchsuchte, wurden sechzig Leichen entdeckt. Saietta wurde zwar verhaftet, aber außer dem Faktum, dass ihm das Gebäude gehörte, war ihm nichts nachzuweisen. Das Haus mit den 60 Leichen war seitdem als Murder Stable (Mörderstall) bekannt; das Image der Unione war für immer ruiniert. Es gibt sogar die These, die Unione sei von Anfang an durch die Black Hand gegründet worden.
Die Verbreitung von Falschgeld ging jedoch zunächst ungestört von diesen Ereignissen weiter. Am 3. Dezember 1902 wurde Giuseppe De Primo mit falschen 5 US-Dollar-Noten erwischt, die offenbar mit Hilfe einer Druckplatte gefertigt worden waren, die Anfang des Jahres aus der National Bank of Morristown in New Jersey gestohlen worden war. De Primo wurde am 12. März 1903 vor Gericht gestellt und später zu fünf Jahren Haft verurteilt. Offenbar um die Spuren zu verwischen, wurde am 14. April 1903 Benedette Madonia, der Schwager des Inhaftierten, ermordet. Die Leiche wurde in einem Fass aufgefunden, weshalb dieser Fall auf Grund seiner unappetitlichen Umstände (Benedette war erstochen worden; sein Geschlechtsteil befand sich in seinem Mund) als einer der bekanntesten Fälle von „Barrel Murder“ (Fassmord) in die Kriminalgeschichte einging. 
Die New Yorker Polizei verhaftete neun Verdächtige: Giuseppe Morello, Ignazio “Lupo the Wolf” Saietta, Giuseppe Fontano, Tony Genoa, Giuseppe Favarro, Giovanni Pecoraro, Vito Lo Baido, Vito Cascio Ferro und Tomasso Petto, konnte ihnen aber nichts nachweisen. Dabei wurde durch Petrosino entdeckt, dass Vito Cascio Ferro und ein weiterer Verdächtiger Paulo Marchese, der sich als Paul Di Cristina ausgegeben hatte, illegal in die USA eingereist waren. Bevor sie jedoch abgeschoben werden konnten, flüchteten beide nach New Jersey.

### Fünf Morde und ein Bankrott
In den folgenden Jahren wurden den Black Handers fünf weitere Morde zugerechnet: Darunter war der Erpresser Michael Savoan, der dummerweise sein Glück bei dem Schneider Andrea Gambino versuchte, der allerdings selbst Mitglied der Black Hand war und am 23. März 1905 Savoan niederschoss. Im selben Jahr folgte der Schlachter Gaetano Costa aus Brooklyn, der sich offenbar geweigert hatte, Schutzgeld an Saietta zu bezahlen. Am 7. März 1906 wurde Saietta im Zusammenhang mit der Entführung des Sohnes des italo-amerikanischen Bankers Tony Bonzuffi verhaftet, kam aber nach Zahlung einer Kaution von 1.000 US-Dollar frei. Im selben Jahr erschoss Vincenzo „Vincent“ Terranova einen Mann namens Frederick W. Schneider, wurde für diese Tat auch angeklagt, aber freigesprochen.
1908 wurde Di Primo aus der Haft entlassen und nach Sizilien abgeschoben; die Black Handers hielten ihn inzwischen für einen Informanten der Polizei und nahmen Kontakt nach Sizilien zu Vito Laduca, einem Ex-Mitglied der Bande auf, der 1903 nach Sizilien zurückgekehrt war. Es war dann allerdings die Leiche von Laduca, die von Kugeln durchsiebt in Sizilien aufgefunden wurde.
1908 wurde dann „Diamond Sam“ Sicco, der die italienische Lotterie in East Harlem beherrschte, niedergeschossen und erlag später seinen Verletzungen. Täter war wiederum Vincent Terranova, der sich dieses Geschäft aneignen wollte. Am 15. April 1909 wurde das Gang-Mitglied Andrea Gambino erschossen; der Hintergrund dieses internen Mordes ist bis heute vollständig unbekannt; nur sein letzter Aufenthalt in der Firma von Saietta gilt als sicher, der deshalb als mutmaßlicher Täter gilt. Möglicherweise geschah dieser Mord im Zusammenhang mit dem Verschwinden von Saietta.
Denn Saietta war spätestens seit 1908 dabei, betrügerischen Bankrott mit seiner Firma zu organisieren. Sein Hauptquartier und Geschäft befanden sich damals in der 210 Mott Street. Dort waren inzwischen 700.000 US-Dollar an unbezahlten Rechnungen aufgelaufen. Ein großer Teil der verschwundenen Waren im Wert von 50.000 US-Dollar wurde allerdings am 4. Dezember 1908 auf den Piers von New York – versandfertig für Italien – wiedergefunden. Außerdem entdeckte man in Harlem Grundbesitz im Wert von 110.000 US-Dollar.
Offenbar war Lupo nach Baltimore und Buffalo abgetaucht und ging im Januar 1909 nach Ardonia. Allerdings nutzte er die Zeit, um sich um das neu angelaufene Geschäft mit Falschgeld besserer Qualität zu kümmern. Im selben Jahr hatte nämlich ein Treffen zwischen Lupo, seinen Schwagern aus dem Terranova-Morello-Clan und Vito Cascio Ferro stattgefunden; eventuell ging es um Probleme beim gemeinsam aufgezogenen Falschgeldring und um die Ermordung von Joseph Petrosino, dem italo-amerikanischen Polizisten, der die sechzig Leichen entdeckt hatte und nun dem Falschgeld der Bande auf der Spur war. Dieser wurde dann auch bei Nachforschungen am 14. März 1909 auf Sizilien ermordet. Angeblich soll Lupo die Ermordung zugesagt und sogar Italien besucht haben; unklar bleibt, ob er tatsächlich direkt an dem Mord beteiligt war.

### Ende oder Übergang
Am 1. November 1909 mietete Lupo unter dem Aliasnamen „Joe La Presti“ ein Haus in Bath Beach. Elf Tage später, am 12. November, tauchte er dann zusammen mit seinem Anwalt Charles Barbier im Büro seiner Gläubiger auf und behauptete, selbst erpresst worden und deshalb für ein Jahr untergetaucht zu sein. Am 15. November 1909 wurde Lupo festgenommen und am 17. November in Untersuchungshaft genommen; zunächst lautete der Vorwurf nur auf Erpressung von Salvatore Manzella, was aber am 22. November für ihn erfolgreich im Sande verlief, da Manzella nicht vor den Behörden erschien. Lupo wurde freigelassen, aber umgehend wegen einer länger zurückliegenden Falschgeldsache aus dem Jahr 1902 erneut festgenommen. Auch diesen Vorwurf konnte er noch durch die Zahlung einer Strafe von 5.000 US-Dollar abwenden. Allerdings war die Polizei mittlerweile der Verteilung des neuen, besseren Falschgeldes auf die Spur gekommen. Am 8. Januar 1910 fanden Beamte des Secret Service in einem Haus einen Revolver, Briefe sowie Pässe und Bankunterlagen auf die Namen John Lupo, Joseph La Presti und Giuseppe La Presti.
Am 26. Januar 1910 begann der Prozess wegen der Verbreitung von Falschgeld, und am 19. Februar 1910 wurde das Urteil gefällt: Lupo erhielt 30 Jahre und eine Geldstrafe von 1.000 US-Dollar, sein Schwager Giuseppe Morello 25 Jahre und 1.000 US-Dollar Geldstrafe. Die weiteren Mittäter: Giuseppe Calicchio, 17 Jahre, 600 US-Dollar Strafe; Giuseppe Palermo, 18 Jahre, 1.000 US-Dollar Strafe; Nicola Sylvestro, Cantonio Cecala, Vincenzo Giglio und Salvatore Cina zu je 15 Jahre und 1.000 US-Dollar Geldstrafe. Außerdem wurden Lupo und Morello in ein Arbeitslager nach Atlanta gebracht.
Hier könnte der Schlusspunkt unter die Black Handers gezogen werden, denn als Saietta 1920 freigelassen wurde, hatte sich einerseits das hinterlassene Machtvakuum bereits gefüllt, andererseits war sozusagen das „Geschäftsmodell“ der Black Hand nicht mehr zeitgemäß, denn durch die beginnende Alkoholprohibition eröffneten sich neue Geschäftsfelder für das Organisierte Verbrechen. Die einsetzenden Verteilungskämpfe, die dann ihren ersten Höhepunkt in Chicago fanden, wo es unter anderem auch um die Kontrolle der Unione Siciliana ging, und dem Krieg von Castellammare setzten die ersten Schlussstriche unter die alte Black Hand Gang.
Ganze Clans von Mustache Petes unterlagen in diesem Verteilungskampf; so z. B. die Aiellos um Giuseppe Aiello und die Genna-Familie in Chicago oder eben der Morello-Terranova-Clan in New York City, dem Saietta angehörte. Gerade aus dem Terranova-Morello-Umfeld begannen sich jedoch neue Figuren zu profilieren und zu organisieren, die dann zur mächtigsten Mafiafamilie von New York aufsteigen sollten, welche später als Genovese-Familie klassifiziert wurde.

## Mitglieder
- Domenico Lo Baido
- Giuseppe Calicchio
- Giuseppe Catania, Schwager der Morellos und Terranovas
- Cantonio Cecala
- Salvatore Cina
- Giuseppe Favarro
- Vito Cascio Ferro (1862–1943)
- Giuseppe Fontano
- Andrea Gambino († 1909)
- Tony Genoa
- Vincenzo Giglio
- Giuseppe Morello (1867–1930), seine Ermordung war einer der Auftakte zum Krieg von Castellammare
- Giuseppe Palermo
- Giovanni Pecoraro
- Tomasso Petto
- Giuseppe De Primo (Daten unbekannt)
- Vincent Terranova (1887–1922)
- Ignazio Saietta, Anführer der Gang und Präsident der Unione Siciliana
- Nicola Sylvestro

## Filme und Dokumentationen
- 1973: Auch Killer müssen sterben
- 1974: Der Pate – Teil II; Die Rolle des "Don Fanucci" basiert auf den Black Hand Gang-Begründer Ignazio Saietta